# Zaszkowice
Zaszkowice (ukr. Зашковичі) – wieś na Ukrainie w rejonie lwowskim (wcześniej w rejonie gródeckim) obwodu lwowskiego.